# Alain Corbin

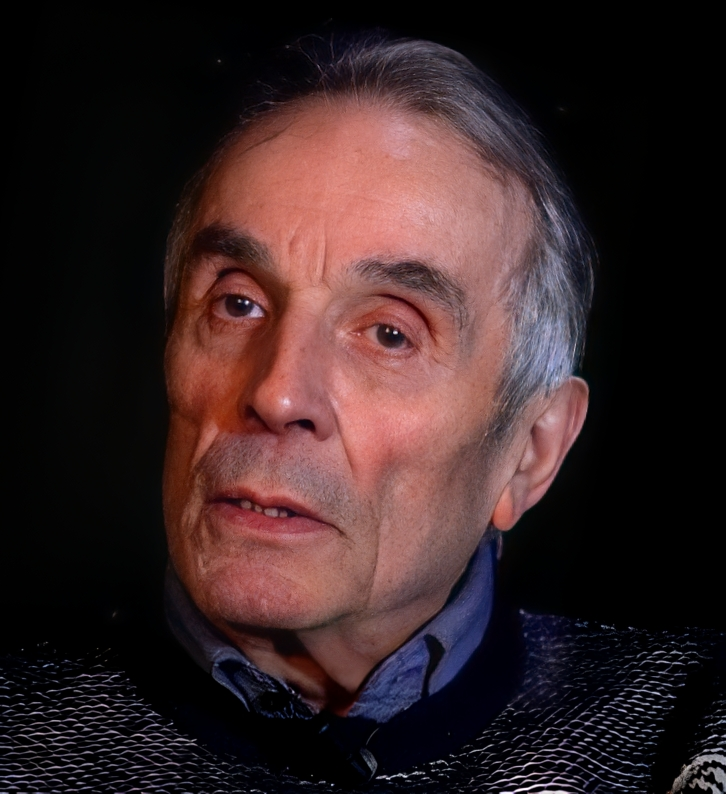
Alain Corbin, 2020

Alain Corbin (* 12. Januar 1936 in Lonlay-l’Abbaye, Département Orne) ist ein französischer Historiker und Hochschullehrer.

## Leben und Wirken
Corbin studierte an der Universität Caen bei Pierre Vidal-Naquet. Er lehrte in Tours, Limoges und dann an der Universität Paris I (Sorbonne) und beschäftigt sich vor allem mit der Geschichte Frankreichs im 19. und 20. Jahrhundert. Seine frühen Arbeiten stehen in der Forschungstradition der Annales-Schule. Später orientierte sich Corbin zunehmend an der Mentalitätsgeschichte Lucien Febvres. Corbin hat Bücher zu vielfältigen Themen veröffentlicht, etwa zur Geschichte des Geruchs, des Strandes und der Badekultur oder zur „sexuellen Gewalt in der Geschichte“. Er ist Präsident der Societé d’histoire de la revolution de 1848.

## Schriften (Auswahl)
als Autor
- Archaïsme et modernité en Limousin au XIXe siècle (1845–1880), Presses universitaires de Limoges, Limoges 1975, ISBN 978-2-84287-101-7.
- Le Miasme et la Jonquille. L’odorat et l’imaginaire social, XVIIIe-XIXe siècles, Flammarion, Paris 1982, ISBN 978-2-08-081165-3.
  - Deutsch: Pesthauch und Blütenduft. Neuauflage Wagenbach, Berlin 2005, ISBN 3-8031-3517-6.
- Le territoire du vide. L’Occident et le plaisir du rivage 1750–1840, Flammarion, Paris 1988, ISBN 978-2-08-081218-6.
  - Deutsch: Meereslust. Das Abendland und die Entdeckung der Küste. Wagenbach, Berlin 1990, ISBN 3-8031-3552-4.
- Le village des cannibales, Flammarion, Paris 1990, ISBN 978-2-08-081321-3.
  - Deutsch: Das Dorf der Kannibalen. Klett-Cotta, Stuttgart 1992, ISBN 3-608-93173-2.
- Le temps, le désir et l’horreur, Flammarion, Paris 1988, ISBN 978-2-08-081409-8.
  - Deutsch: Wunde Sinne. Über die Begierde, den Schrecken und die Ordnung der Zeit im 19. Jahrhundert. Klett-Cotta, Stuttgart 1993, ISBN 3-608-93283-6.
- Les Cloches de la terre. Paysage sonore et culture sensible dans les campagnes au XIXe siècle, Flammarion, Paris 1994, ISBN 978-2-08-081453-1.
  - Deutsch: Die Sprache der Glocken. Ländliche Gefühlskultur und symbolische Ordnung in Frankreich des 19. Jahrhunderts. S. Fischer, Frankfurt/M. 1995, ISBN 3-10-010210-X.
- Le monde retrouvé de Louis-François Pinagot. Sur la trace d’un inconnu (1798–1876), Flammarion, Paris 1988, ISBN 978-2-08-080036-7.
  - Deutsch: Auf den Spuren eines Unbekannten. Ein Historiker rekonstruiert ein ganz gewöhnliches Leben. Campus-Verlag. Frankfurt/M. 1999, ISBN 3-593-36175-2.
- La Douceur de l’ombre – L’arbre, source d’émotions, de l’Antiquité à nos jours, Fayard, Paris 2013, ISBN 978-2-213-66165-0.
- La Pluie, le soleil et le vent: une histoire de la sensibilité au temps qu’il fait, Aubier, 2013, ISBN 978-2-7007-0430-3.
- Histoire du silence. De la Renaissance à nos jours, Albin Michel, Paris 2016, ISBN 978-2-226-32378-1.
- Histoire buissonnière de la pluie, Flammarion, Paris 2017, ISBN 978-2-08-141193-7.
- La fraîcheur de l’herbe. Histoire d’une gamme d’émotions de l’Antiquité à nos jours, Fayard, Paris 2018, ISBN 978-2-213-68933-3.

als Herausgeber
- Violences sexuelles, Imago, Paris 1989. ISBN 978-2-902702-55-8.
  - Deutsch: Die sexuelle Gewalt in der Geschichte. Wagenbach, Berlin 1992, ISBN 3-8031-2216-3.
- La mer. Terreur et fascination. Seuil, Paris 2004, ISBN 2-7177-2288-2.
- L’invention du XIXe siècle. Le XIXe siècle par lui-même. Klincksieck, Paris 1999, ISBN 2-252-03246-4  (Katalog der gleichnamigen Ausstellung, Musée d’Orsay, 11. bis 13. Dezember 1997).